# Grafenmühl
Grafenmühl ist eine Ortschaft und eine Katastralgemeinde der Gemeinde St. Anton an der Jeßnitz im Bezirk Scheibbs in Niederösterreich.

## Geografie
Die Streusiedlung befindet sich westlich von St. Anton im Erlauftal und wird durch die Erlauftal Straße erschlossen. Zur Ortschaft zählen weiters die Lagen Bruckwirt, Kreuzberger, Oberriethaler, Steinmühle, der Maierhof Zehethof und einige unbenannte Lagen.

## Siedlungsentwicklung
Zum Jahreswechsel 1979/1980 befanden sich in der Katastralgemeinde Grafenmühl insgesamt 56 Bauflächen mit 16.110 m² und 38 Gärten auf 78.973 m², 1989/1990 gab es 54 Bauflächen. 1999/2000 war die Zahl der Bauflächen auf 120 angewachsen und 2009/2010 bestanden 85 Gebäude auf 141 Bauflächen.

## Geschichte
Laut Adressbuch von Österreich waren im Jahr 1938 in Grafenmühl ein Gastwirt, ein Gemischtwarenhändler, eine Mühle, ein Schuster und einige Landwirte ansässig.

## Bodennutzung
Die Katastralgemeinde ist forstwirtschaftlich geprägt. 246 Hektar wurden zum Jahreswechsel 1979/1980 landwirtschaftlich genutzt und 792 Hektar waren forstwirtschaftlich geführte Waldflächen. 1999/2000 wurde auf 164 Hektar Landwirtschaft betrieben und 871 Hektar waren als forstwirtschaftlich genutzte Flächen ausgewiesen. Ende 2018 waren 150 Hektar als landwirtschaftliche Flächen genutzt und Forstwirtschaft wurde auf 872 Hektar betrieben. Die durchschnittliche Bodenklimazahl von Grafenmühl beträgt 19,9 (Stand 2010).

## Sehenswürdigkeiten
- Peutenburger Felsen

## Persönlichkeiten
- Gustav Bamberger (1861–1936), Maler und Architekt